# Charles A. Zimmermann
Charles A. Zimmermann (Newport, Rhode Island, 22 juli 1862 (of 1861) – Annapolis, Maryland, 16 januari 1916) was een Amerikaans componist, dirigent, violist, hoboïst.

## Levensloop
Zimmermann groeide op in een muzikale familie. Zijn vader Charles Z. Zimmermann was lid van de United States Naval Academy Band in Newport, Rhode Island. Op 20-jarige leeftijd ging Zimmermann naar Baltimore, Maryland, waar zijn moeder was geboren. Daar studeerde hij aan het Peabody Institute van de Johns Hopkins-universiteit drie jaren piano, cello, viool, trombone, hobo, gitaar en verschillende andere instrumenten.
Gedurende deze tijd was hij lid van de United States Naval Academy Band, waarschijnlijk als burger. Hij speelde vijf jaren in dit orkest en toen in 1887 de dirigent Peter Schoff met pensioen ging, werd Zimmerman zijn opvolger. Bij dit militaire orkest bleef hij dirigent tot zijn overlijden in 1916. In 1893 oogstte Zimmerman nationale bekendheid als dirigent van een orkest met 120 muzikanten dat op het zogeheten Inaugural Ball, van de nieuwe President Grover Cleveland speelde. Een aanbod om Francesco Fanciulli op te volgens als dirigent van de Marine Band wees Zimmerman af omdat hij liever wilde blijven componeren en gast-dirigentschappen wilde vervullen.
Hij was ook organist van de St. Mary's Roman Catholic Church in Annapolis, Maryland.
Zimmerman huwde Ida M. Sullivan. Zijn jongere broer John S. M. Zimmerman was eveneens componist en was dirigent van een militaire kapel.
Alhoewel hij meerdere marsen gecomponeerd heeft is hij als componist vooral bekend van zijn mars "Anchors Aweigh" (1906).

## Composities

### Werken voor harmonieorkest
- 1899 - All Hands, mars
- 1906 - Anchors Aweigh, mars
- Bon-Ton, Two Step
- The Elite, mars en Two Step
- The Princeton University March
- The Severn March

- Bibsys: 7048547
- Biblioteca Nacional de España: XX935154
- Bibliothèque nationale de France: cb14853759f (data)
- Gemeinsame Normdatei: 13464185X
- International Standard Name Identifier: 0000 0000 8070 127X
- Library of Congress Control Number: n83047041
- MusicBrainz: ee12a141-9bd0-4d32-ae99-ca25d85f762e
- Nationale Bibliotheek van Tsjechië: jo20221168327
- SNAC: w6hn815q
- Virtual International Authority File: 87258319
- WorldCat: E39PBJgmJjBtfqTvCvgQ3BWbh3